# Homoshelas epichthonia
Homoshelas epichthonia är en fjärilsart som beskrevs av Edward Meyrick 1935. Homoshelas epichthonia ingår i släktet Homoshelas och familjen stävmalar. Inga underarter finns listade i Catalogue of Life.